# Phytocoris praealtus
Phytocoris praealtus är en insektsart som beskrevs av Stonedahl 1988. Phytocoris praealtus ingår i släktet Phytocoris och familjen ängsskinnbaggar. Inga underarter finns listade i Catalogue of Life.